# Grzegorz Potęga
Grzegorz Michał Potęga (ur. 28 lipca 1972 w Zielonej Górze) – polski samorządowiec, przedsiębiorca i działacz sportowy, od 2023 członek zarządu województwa lubuskiego, od 2024 w randze wicemarszałka.

## Życiorys
Syn Zdzisława i Barbary. Ukończył filologię polską w Wyższej Szkole Pedagogicznej w Zielonej Górze. Kształcił się podyplomowo w zakresie zarządzania w sporcie, zarządzania przedsiębiorstwem na Politechnice Zielononogórskiej oraz na studiach Executive MBA w Wyższej Szkole Bankowej we Wrocławiu. Pracował jako kierownik kin w Zielonej Górze i Nowej Soli oraz w Urzędzie Marszałkowskim Województwa Lubuskiego. W latach 2000–2012 i 2017–2023 prowadził własną działalność gospodarczą. Został prezesem Lubuskiego Związku Koszykówki i członkiem władz Krajowych PZKosz, opublikował także książkę poświęconą lubuskiej koszykówce. Objął funkcję szefa festiwalu Solanin Film w Nowej Soli i pełnomocnika ds. inwestycji w Lubuskim Centrum Ortopedii w Świebodzinie.
Zaangażował się w działalność polityczną w ramach Platformy Obywatelskiej, w 2021 został szefem jej powiatowych struktur. Wybierany do rady gminy Otyń w 1998 i 2002, w 2006 i 2010 zaś do rady powiatu nowosolskiego. W 2014 bez powodzenia ubiegał się o reelekcję z ramienia lokalnego komitetu. W 2018 i 2024 wybierany do sejmiku lubuskiego, w 2019 kandydował też do Sejmu. 13 października 2023 objął stanowisko członka zarządu województwa lubuskiego. 20 maja 2024 w kolejnym zarządzie objął fotel wicemarszałka.
Żonaty, ma dwóch synów.